# فوينتيس دي ليون
بلدية فوينتيس دي ليون (بالإسبانية: Fuentes de León)‏, هي إحدى بلديات مقاطعة بطليوس, التي تقع في منطقة إكستريمادورا, والتي تقع في غرب إسبانيا.
يبلغ عدد سكانها 2.718 نسمة وفقاً لإحصائية سنة (2002).